# アーベル多様体の数論
数学では、アーベル多様体の数論(arithmetic of abelian varieties)とは、アーベル多様体、あるいはそれらの族の数論を研究することである。これは、現在は楕円曲線として認識されているピエール・ド・フェルマー(Pierre de Fermat)の研究に遡り、結果と予想の両面で非常に実績に富んだ分野となっている。これらの楕円曲線上で得られたうちの大半は、数体 K（あるいは、より一般的には、大域体や有限生成の環や体）の上のアーベル多様体 A に対して成立している。

## アーベル多様体上の整数点
概念の間にはいくらかの差異がある。整数点(integer point)はアフィン幾何学(affine geometry)の考え方に属し、一方、アーベル多様体は射影幾何学上で定義された性格を持っている。楕円曲線は整数点を有限個しか持たないという基本的な結果は、ディオファントス近似から出てきた。

## アーベル多様体上の有理点
基本的結果（モーデル・ヴェイユの定理）は、K 上のアーベル多様体 A の点（有理点）の群 A(K) は、有限生成アーベル群であると言っている。少なくとも A が楕円曲線の場合は、捩れ部分群については多くのことが知られている。ランクの問題は、L-函数の境界をもたらすと考えられている。（以下を参照）
トルソー(torsor)の理論は、ここでセルマー群(Selmer group)やテイト・シャファレヴィッチ群(Tate–Shafarevich group)を導いた。後者は（予想としては有限と考えられている）が、研究がむずかしい。

## 高さ
アーベル多様体上には、二次形式である標準的なネロン・テイトの高さ函数が存在して、注目すべき性質を持っている。特に、高さ函数 h は、大まかに言うと、座標の対数的サイズである高さの点を A(K) から取り出すようになっている。

## mod p でのリダクション
K の（整数の）素イデアルを modulo とする、— 言わば、素数 p を modulo として有限体上のアーベル多様体 Ap を得ること — アーベル多様体 A のリダクションは、ほとんど全て(almost all)の p に対してとることができる。特異点として知られる退化したリダクションとなる悪い素数は、非常に興味深い情報をもたらすことが知られている。数論では良くあることであるが、悪い素数は理論の中でむしろ活発な役目を果たす。
ここにネロンモデルと呼ばれる mod p のリダクションへの右随伴な常に成り立つ精密な理論がある。楕円曲線の場合は、ジョン・テイト(John Tate)のこのことを記述するアルゴリズムである。

## L-函数
Ap のようなアーベル多様体に対し、局所ゼータ函数の定義が有効である。A 自身のL-函数を得るために、そのような局所ゼータ函数の適切なオイラー積を取る。悪い素数に対しての因子が有限個しかないことを理解することは、A のテイト加群(Tate module)を理解する必要があり、テイト加群はエタール・コホモロジー群 H1(A) （の双対）であり、それ自身の上への群作用である。この方法により、A のハッセ・ヴェイユのL-函数の自然な定義を得る。一般に、この性質、つまり函数等式は未だに予想の段階であり、まさに特別な場合である谷山志村予想で2001年に証明されたが、驚くほど難しい。
このL-函数のことばで、バーチ・スウィンナートン＝ダイアー予想が提唱されている。特に、この議論は、整数値 s でのL-函数 L(s) についての一般論の興味深い側面となっていて、これを支持する多くの経験的な証拠がある。

## 虚数乗法
ガウス(Carl Friedrich Gauss)の時代以来（彼はレムニスケート函数の場合を知っていた）、余剰な自己同型、もしくはより一般的に自己準同型を持つ A が特別な役目を果たすことが知られていた。環 End(A) のことばで、CMアーベル多様体は多くのアーベル多様体の種類の中より抽出された。CMアーベル多様体はその数論では特別な位置をもち、それらの L-函数は、より一般的な保型表現を必要とするというよりも、調和解析の必要としているポントリャーギン双対の全てというほうがむしろ好ましい。このことは、ガロア加群としてのテイト加群の理解を反映している。このことは、予想されている代数幾何学（ホッジ予想、テイト予想）のことばを、一層難しくしている。これらの問題は、特別な状況を一層一般的な状況を求めている。
楕円曲線の場合は、クロネッカーの青春の夢(Kronecker Jugendtraum)は、クロネッカーの提唱したプログラムであり、CMタイプの楕円曲線を使い虚二次体の明確な類体論を構成する。1の冪根を拡張するような方法で、有理数体を拡張を可能とする方法である。これを一般化するが、しかし、ある意味では明確な情報が不足している（複素多変数の典型の場合のように）。

## マーニン・マンフォードの予想
ユーリ・マーニン(Yuri Manin)とデヴィッド・マンフォード(David Mumford)の予想は、ミッシェル・レノー(Michel Raynaud)により証明されたが、この予想は、ヤコビ多様体 J の中の曲線 C は、C = J でないときは、J で有限位数であるような点は有限個しか持たないであろうという予想である。モーデル予想により最も明確に動機付けられ、さらに一般的なステートメントとして、そのような曲線 C は J(K) と有限個の点しか持たないとなる。現在は、一般的なマーニン・マンフォード理論がある。